# Dichrogaster alternans
Dichrogaster alternans är en stekelart som beskrevs av Henry Keith Townes, Jr. 1983. Dichrogaster alternans ingår i släktet Dichrogaster och familjen brokparasitsteklar.

## Underarter
Arten delas in i följande underarter:
- D. a. coxalis
- D. a. clara